# Joachim Simon Abougit
Joachim Simon Abougit fue un escultor francés, nacido en Le Puy-en-Velay en 1831 y fallecido en la misma población en 1898.

## Obras
Entre las mejores y más conocidas obras de Joachim Simon Abougit se incluyen las siguientes:
- El museo Crozatier[1] de su ciudad natal conservaba un pequeño relieve realizado en galvanoplastia por el escultor. 45°2′18″N 3°52′59″E / 45.03833, 3.88306

- El mismo museo conserva la obra titulada Charlotte Corday (1768-1793), con los atributos de la República. Medallón en relieve de yeso.

- Jarrones decorativos en piedra, jardín Henri Vinay de Le Puy-en-Velay 45°2′22″N 3°53′0″E / 45.03944, 3.88333

1. ↑  Ver Musée Crozatier au Puy-en-Velay de la Wikipedia en francés